# منتخب ماليزيا لهوكي الجليد للرجال
منتخب ماليزيا الوطني لهوكي الجليد للرجال هو ممثل ماليزيا الرسمي في المنافسات الدولية في هوكي الجليد .